# 武夷山茶竿竹
武夷山茶竿竹（学名：Pseudosasa wuyiensis）为禾本科茶秆竹属下的一个种。